# Andrej Šporn
Andrej Šporn, né le 1er décembre 1981 à Kranj, est un skieur alpin slovène, spécialiste des épreuves de vitesse. 

## Biographie
Andrej Šporn prend part aux compétitions de la FIS dès la saison 1996-1997, avant des débuts en Coupe d'Europe en 1999. Sa première victoire majeure intervient lors de l'Universiade d'hiver de 2001, où il gagne le slalom. En fin d'année, il est appelé pour la première fois dans la Coupe du monde au slalom de Madonna di Campiglio. En 2003, il monte sur son premier podium en Coupe d'Europe à Obereggen. En 2004, il se revèle dans la Coupe du monde, marquant ses premiers points au slalom de Flachau (20e), avant de se classer sixième du combiné de Chamonix. En fin d'année 2004, il prend la huitième place du slalom de Beaver Creek, un de ses deux seuls placements dans les points en Coupe du monde cet hiver, où il court ses premiers championnats du monde. Il y abandonne sur le slalom et le combiné.
Son meilleur résultat aux Jeux olympiques d'hiver est une 15e place au super G à Turin en 2006. Il ajoute deux top dix en combiné cet hiver à son palmarès.
L'hiver 2006-2007 marque un tournant dans sa carrière, puisqu'il se concentre sur les disciplines de vitesse (à l'opposé de celles dites techniques), marquant ses premiers points en super G à Lake Louise (12e) et finissant 19e de la descente des Championnats du monde à Åre. En 2008, aux Championnats de Slovénie, il remporte deux titres sur la descente et le slalom géant.
Il a obtenu un podium en Coupe du monde en 2010 en terminant deuxième de la descente prestigieuse de Kitzbuhel. S'ensuit une deuxième participation aux Jeux olympiques à Vancouver, où 18e du super G est son meilleur résultat.
Aux Championnats du monde 2011, avec le sixième rang à la descente, il signe son meilleur résultat dans un rendez-vous majeur.
Après plus de vingt ans de carrière, il prend sa retraite sportive officiellement en 2018.

## Palmarès

### Jeux olympiques d'hiver
| Épreuve / Édition | Descente | Super G | Slalom géant | Combiné |
| JO 2006 Turin     | 31e      | 15e     |              | 30e     |
| JO 2010 Vancouver | Abandon  | 18e     | 25e          | Abandon |

### Championnats du monde
| Épreuve / Édition                    | Descente | Super G | Slalom géant | Slalom  | Combiné |
| Mondiaux 2005 Bormio                 | —        | —       | —            | Abandon | Abandon |
| Mondiaux 2007 Åre                    | 19e      | 44e     | —            | —       | Abandon |
| Mondiaux 2011 Garmisch-Partenkirchen | 6e       | 20e     | —            | —       | —       |
| Mondiaux 2013 Schladming             | 11e      | 31e     | —            | —       | —       |

### Coupe du monde
- Meilleur classement général : 31e en 2010.
- 1 podium.

#### Différents classements en Coupe du monde
| Année/Classement | Année/Classement | Général | Général | Descente | Descente | Super G | Super G | Slalom géant | Slalom géant | Slalom | Slalom | Combiné | Combiné |
| ---------------- | ---------------- | ------- | ------- | -------- | -------- | ------- | ------- | ------------ | ------------ | ------ | ------ | ------- | ------- |
| Année/Classement | Année/Classement | Class.  | Points  | Class.   | Points   | Class.  | Points  | Class.       | Points       | Class. | Points | Class.  | Points  |
| 2004             | 2004             | 77e     | 70      | -        | -        | -       | -       | -            | -            | 45e    | 30     | 9e      | 40      |
| 2005             | 2005             | 89e     | 44      | -        | -        | -       | -       | -            | -            | 35e    | 44     | -       | -       |
| 2006             | 2006             | 52e     | 136     | -        | -        | -       | -       | -            | -            | 56e    | 13     | 8e      | 123     |
| 2007             | 2007             | 101e    | 36      | -        | -        | 30e     | 25      | -            | -            | -      | -      | 39e     | 11      |
| 2008             | 2008             | 102e    | 32      | 61e      | 2        | 51e     | 4       | -            | -            | -      | -      | 34e     | 26      |
| 2009             | 2009             | 102e    | 30      | 41e      | 14       | 48e     | 4       | -            | -            | -      | -      | 36e     | 12      |
| 2010             | 2010             | 31e     | 230     | 10e      | 189      | 35e     | 22      | -            | -            | -      | -      | 32e     | 19      |
| 2011             | 2011             | 38e     | 232     | 13e      | 180      | 24e     | 52      | -            | -            | -      | -      | -       | -       |
| 2012             | 2012             | 53e     | 168     | 21e      | 155      | 46e     | 13      | -            | -            | -      | -      | -       | -       |
| 2013             | 2013             | 61e     | 107     | 23e      | 99       | 44e     | 8       | -            | -            | -      | -      | -       | -       |
| 2014             | 2014             | 120e    | 12      | 46e      | 12       | -       | -       | -            | -            | -      | -      | -       | -       |
| 2016             | 2016             | 107e    | 32      | 40e      | 32       | -       | -       | -            | -            | -      | -      | -       | -       |

### Universiades
- Médaille d'or du slalom en 2001.
- Médaille d'argent de la descente en 2003.
- Médaille d'or du slalom en 2005.

### Coupe d'Europe
- 3e du classement du slalom en 2003.
- 5 podiums.

## Roller in line hockey

### Statistiques
Pour les significations des abréviations, voir Statistiques du hockey sur glace.
| 2005 | Kranjska Gora | Ligue Slovène | 2 | 0 | 0 | 0 | 0 |
| 2006 | Kranjska Gora | Ligue Slovène | 3 | 0 | 0 | 0 | 0 |
| 2008 | Kranjska Gora | Ligue Slovène | 8 | 3 | 3 | 6 | 0 |